# برنارد ألين
برنارد ألين (بالإنجليزية: Bernard Allen)‏ هو سياسي أمريكي، ولد في 24 أغسطس 1937، وتوفي في 14 أكتوبر 2006 في رالي في الولايات المتحدة بسبب سكتة. حزبياً، نشط في الحزب الديمقراطي. وقد انتخب عضو مجلس نواب كارولينا الشمالية.